# Eupithecia rubridorsata
Eupithecia rubridorsata là một loài bướm đêm trong họ Geometridae.